# او-۱۰۵ (کریگس‌مارینه)
او-۱۰۵ (به آلمانی: U 105) یک او-بوت گونه ۹ب بود که ساخت آن سال ۱۹۴۰ تکمیل شد و در جریان جنگ جهانی دوم در کریگس‌مارینه خدمت کرد.

## تاریخچه عملیاتی
او-۱۰۵ به فرماندهی ناوسروان یورگن نیسن ماه ژوئن سال ۱۹۴۲ از لوریان راهی دریا شد. هنگام گذر از خلیج بیسکی مورد حمله یک هواگرد گشتی ساندرلند قرار گرفت و به شدت آسیب دید. به بندر ال فرول در اسپانیای بی‌طرف پناه برد. مدتی بعد برای تعمیر به لوریان بازگشت.
تعمیرات به‌درازا کشید تا این ک ه او-۱۰۵ بار دیگر روز ۲۲ نوامبر سال ۱۹۴۲ بندرگاه را ترک کرد. سه هفته بعد، روز ۱۴ دسامبر با آزادپیمای ۶٬۵۷۸ تنی بریتانیایی اورفور حامل ۷٬۰۰۰ گونی مواجه شد که به هند غربی می‌رفت. این کشتی تنها بود. آن را با شلیک اژدر مورد اصابت قرار داد و غرق کرد. در این حادثه ۲۲ نفر از خدمه کشتی جان باختند. مابقی خدمه با رها کردن کشتی سوار دو قایق نجات شدند. یکی از آن‌ها بیش از ۱٬۵۰۰ کیلومتر تا گوادالوپ رفت. سرنشینان دیگری را اچ‌ام‌اس بلک بِر، یات مسلح بریتانیایی از آب گرفت.
او-۱۰۵ ماه بعد را در دریای کارائیب گشت زد. به سی‌اس فلایت، کرچی بادبانی ۶۷ تنی حامل کارگران در مسیر کوراسائو به بارباردوس برخورد و آن را با رگبار توپ خودکار ۲۰ م‌م غرق کرد که به مرگ ۴۹ نفر انجامید.
او-۱۰۵ روز ۲۴ ژانویه سال ۱۹۴۳ کشتی سوخته بریتیش ویجیلنس را میانه اقیانوس یافت. این کشتی از پیش مورد اصابت اژدر او-۵۱۴ قرار گرفته بود و خدمه‌اش آن را رها کرده بودند. شلیک دو اژدر لازم بود تا لاشه کشتی ۸٬۰۹۳ تنی بریتانیایی غرق شود.